# Río Vallabantos
El río Vallabantos es un curso fluvial de Cantabria (España) perteneciente a la cuenca hidrográfica del Pas. Tiene una longitud de 3,937 kilómetros, con una pendiente media de 13,0º.